# Полиция штата

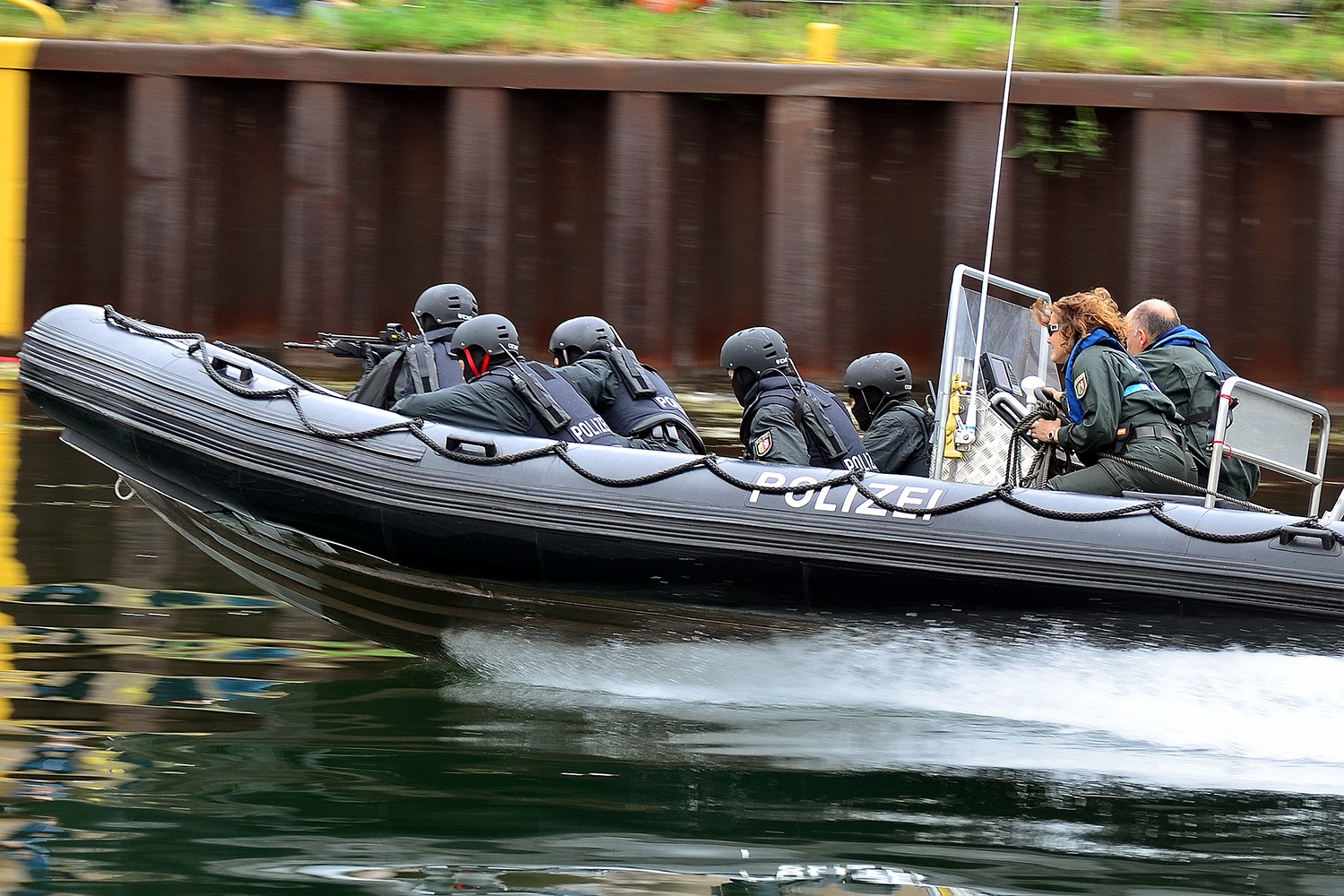
Коммандос полиции федеральной земли Северный Рейн-Вестфалия, Германия во время тренировок

Полиция штата, полиция федеральной земли или провинциальная полиция — тип субнациональных территориальных полицейских сил, обычно установленный в странах, организованных в качестве федераций, как правило, в Северной Америке, Южной Азии и Океании. Эти силы обычно имеют юрисдикцию в отношении соответствующей субнациональной юрисдикции и могут сотрудничать в правоохранительной деятельности с муниципальной или национальной полицией, где они существуют.

## Австралия
Каждый штат и каждая внешняя территория Австралии имеет свои собственные полицейские силы. Муниципалитеты не имеют собственных полицейских подразделений, и государственная полиция вынуждена покрывать все географические районы в пределах своих соответствующих штатов.
В Австралии также есть общенациональная полиция (Австралийская федеральная полиция — АФП), роль которой заключается в обеспечении соблюдения законов Содружества, как в рамках уголовного права, так и в рамках гражданского права, а также для защиты интересов Содружества как внутри страны, так и за рубежом. АФП, тем не менее, выполняют также обязанности «государственной полиции» в Австралийской столичной территории и территории Джервис-Бей, а также в других внешних территориях Австралии, такие как остров Норфолк, остров Рождества и Кокосовые острова. До образования Федерации Австралии каждая колония в Австралии имела свои многочисленные полицейские силы, но они были в значительной степени объединены ещё задолго до образовании Федерации.

## Бразилия
Каждый штат в Бразилии имеет две отдельные полицейские службы:
- Гражданская полиция Бразилии — государственная уголовно-розыскная полиция.
- Военная полиция Бразилии[англ.] — жандармерия, а также резервное подразделение бразильских вооруженных сил[2], но не выполняют регулярных обязанностей военной полиции, поскольку они выполняются служебными подразделениями Бразильской армии, такими как армейская полиция[англ.] и тому подобное.

## Мексика
В каждом штате Мексики имеется отдельный правоохранительный орган. Каждой из этих государственных структур поручено защищать своих граждан, поддерживать правопорядок на местах, бороться с незаконным оборотом наркотиков. В некоторых штатах, таких, как Веракрус или Нуэво-Леон, действует новая модель полиции, обозначаемая как Гражданские силы (Fuerza Civil), в других, например, в штате Колима остаётся как было.